# 埼玉県立坂戸西高等学校
埼玉県立坂戸西高等学校（さいたまけんりつ さかどにしこうとうがっこう）は、埼玉県坂戸市に所在する公立の高等学校。通称「坂西」（さかにし）。

## 概要
1979年に開校し、単位制で普通科設置。通称「西校体操」という学校独自の体操がある。2014年からエアコンが各教室に設置されている。

## 沿革
- 1979年（昭和54年）
  - 4月1日 - 開校式・第1回入学式挙行
  - 6月4日 - 開校記念式典挙行（この日を開校記念日と定める）
- 1980年（昭和55年） - 校歌制定、普通教室棟・重層体育館・特別教室棟完成、新校舎移転
- 1983年（昭和58年） - 生徒ホール（食堂兼合宿棟）完成
- 1993年（平成5年） - プール、吹奏楽部演奏場完成
- 2003年（平成15年） - 単位制に移行

## アクセス
- 東武越生線西大家駅 徒歩7分

## 学校行事
さつき祭
さつき祭とは文化祭のことで、毎年9月の初旬に2日間行われる。両日一般公開をしており、多くの人々で賑わう。
体育祭
毎年10月初旬に行われる。開会式では聖火を灯す演出があったり、入場行進、応援合戦も審査の対象になって表彰の対象となる。もちろん各種競技にも熱が入っている。閉会式ではクラス全員が肩を組んで校歌を歌う。

## 部活動
- 運動部 - 野球、ソフトボール、サッカー、陸上競技、ソフトテニス、バドミントン、バレーボール、バスケットボール、卓球、剣道、柔道、弓道、新体操、水泳
- 文化部 - 吹奏楽、音楽、ギター、書道、華道、茶道、文芸・漫研、写真、メイキング、生物、美術、放送、囲碁将棋、英語研究、JRC、地学、化学、コンピューター

## 著名な卒業生・教員

### 芸術・文化
- 沖田裕樹 - 俳優
- 古家祥吾 - お笑いタレント

### スポーツ
- 佐藤充 - 元プロ野球選手
- 伊藤和雄 - 元プロ野球選手
- 米山裕太 - バレーボール選手、東レ・アローズ所属
- 米山達也 - バレーボール選手、サントリーサンバーズ所属